# Hinrichs
Hinrichs ist ein deutscher Familienname.

## Namensträger
- Aicke Hinrichs (* 1968), deutscher Mathematiker
- Alfred Schulze-Hinrichs (1899–1972), deutscher Kapitän zur See der Kriegsmarine und Autor
- August Hinrichs (1879–1956), deutscher Schriftsteller
- Bernhard Hinrichs (1819–nach 1867), deutscher Gutsbesitzer und Politiker, MdR
- Carl Hinrichs (Historiker) (1900–1962), deutscher Archivar und Historiker
- Carl Hinrichs (Maler) (1903–1990), deutscher Maler
- Carl Hinrichs (Schauspieler) (1907–1967), deutscher Schauspieler
- Carla Hinrichs (* 1997), deutsche Klimaaktivistin
- Denise Hinrichs (* 1987), deutsche Leichtathletin
- Diedrich Hinrichs (1921–2007), deutscher Politiker (SPD)
- Dieter Hinrichs (* 1932), deutscher Fotograf
- Erhard Hinrichs (* 1954), deutscher Sprachwissenschaftler und Computerlinguist
- Ernst Hinrichs (1937–2009), deutscher Neuzeithistoriker
- Erwin Hinrichs (1904–1962), deutscher Maler
- Fabian Hinrichs (* 1974), deutscher Schauspieler
- Focke Tannen Hinrichs (1928–2010), deutscher Althistoriker
- Gerhold Hinrichs-Henkensiefken (* 1955), deutscher Politiker (FDP), MdHB
- Gustavus Detlef Hinrichs (1836–1923), dänisch-US-amerikanischer Chemiker
- Hans Hinrichs (Verleger) (1848–1912), deutscher Verleger
- Hans Hinrichs (General) (1915–2004), deutscher General und Geheimdienstmitarbeiter
- Hans-Jürgen Hinrichs (1933–2015), deutscher Handballspieler
- Heike Hinrichs, deutsche Handballtorhüterin
- Heiner Hinrichs (1937–2021), deutscher Architekt und Bauingenieur
- Hermann Friedrich Wilhelm Hinrichs (1794–1861), deutscher Theologe und Philosoph
- Johann von Hinrichs (1752–1834), deutscher Generalmajor
- Johann Hinrichs (Politiker) (* 1934), deutscher Politiker (CDU)
- Johann Conrad Hinrichs (1763–1813), deutscher Buchhändler und Verleger
- Johann Ludwig Hinrichs (1818–1901), deutscher Baptist
- John Hinrichs (1936–2012), US-amerikanischer Ingenieur
- Jürgen Hinrichs (Politiker, 1927) (1927–2014), deutscher Politiker (NDPD)
- Jürgen Hinrichs (Politiker, 1934) (1934–2023), deutscher Politiker (FDP)
- Kai-Uwe Hinrichs (* 1963), deutscher Geochemiker
- Lars Hinrichs (* 1976), deutscher Unternehmer
- Lothar Hinrichs (* 1947), deutscher Fußballspieler
- Manfred Hinrichs (* 1954), deutscher Autor und Schauspieler, siehe Manfred Bettinger
- Manfred Joachim Hinrichs (1927–2015), deutscher Architekt
- Marie Hinrichs (1828–1891), deutsche Sängerin und Komponistin
- Michael bar Ruben Hinrichs (1634–1710), deutscher Hoffaktor am Schweriner Hof von Herzog Christian Ludwig
- Sascha von Hinrichs (* 1981), deutscher Schauspieler
- Seth Hinrichs (* 1993), US-amerikanischer Basketballspieler
- Stella Hinrichs (* 1991), deutsche Schauspielerin
- Teo Hinrichs (* 1999), deutscher Hockeyspieler
- Theo Hinrichs (1862–1944), deutscher Fabrikbesitzer und Politiker (NLP)
- Thomas Hinrichs (* 1968), deutscher Journalist
- Ulrike Hinrichs (* 1969), deutsche Journalistin
- Ursula Hinrichs (* 1935), deutsche Schauspielerin
- Uwe Hinrichs (* 1949), deutscher Sprachwissenschaftler und Hochschullehrer
- Wilhelm Hinrichs (1940–2020), deutscher Sozialwissenschaftler
- Wolfgang Hinrichs (Politiker) (1922–2010), deutscher Politiker (CDU)
- Wolfgang Hinrichs (Pädagoge) (1929–2024), deutscher Pädagoge

## Fiktive Figuren
- Jens Hinrichs, fiktive Figur der Krimireihe Polizeiruf 110